# 女友 (杂志)
《女友》（英語：Nüyou）是一本雙語（英文與中文）女性時尚與美容月刊。該雜誌總部設於新加坡，目標讀者為女性。

## 历史
《女友》於1976年創刊。該雜誌隸屬於新加坡報業控股（SPH Magazines），每月出版一次。雜誌內容涵蓋時尚、美容秘訣與名人資訊，目標讀者為年齡介於25至30歲之間的女性。該雜誌以英文與中文雙語發行。
2013年4月，Terence Lee成為《女友》的總編輯，接替原任總編輯Grace Lee。
2009年，《女友》進行了重新設計。該雜誌曾推出馬來西亞版，由Blu Inc Media Sdn Bhd負責出版。該公司因2019冠狀病毒病疫情期間馬來西亞實施行動管制令（MCO），導致發行受阻，最終停止營運。